# Hydrophilus aculeatus
Hydrophilus aculeatus es una especie de escarabajo acuático del género Hydrophilus, familia Hydrophilidae. Fue descrita científicamente por Solier en 1834.
Se distribuye por Egipto, Irán, Israel, Siria, Turquía, Arabia Saudita, Omán, Benín, Camerún, Etiopía, Ghana, Kenia, Namibia, Senegal, Somalia, Sudán, Tanzania, Yemen, Zaire, Zambia, Zimbabue, Sudáfrica, Madagascar, Mauricio y Reunión.
Mide aproximadamente 37 milímetros de longitud.